# 小矢部市

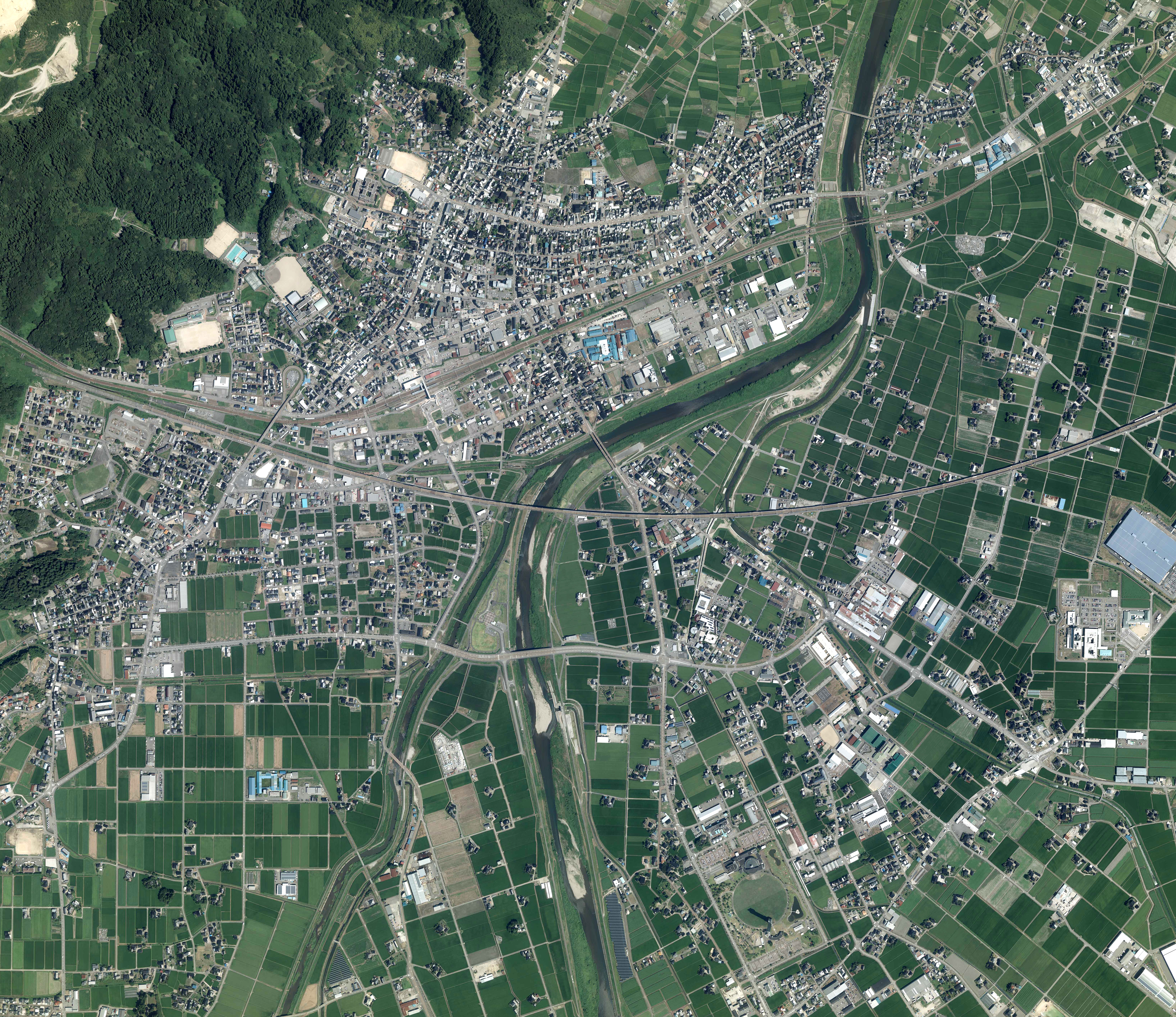
小矢部市中心部周辺（石動地区）の空中写真。2021年8月2日撮影の3枚を合成作成。。

小矢部市（おやべし）は、富山県西部にある市。1962年（昭和37年）市制施行。

## 歴史
令制国としては越中国礪波郡に属した。西端にある倶利伽羅峠で加賀国に接し、古来から北陸道の要衝であった。
江戸時代は加賀藩領。加賀藩やその支藩の城下町などであった現在の富山市や高岡市、石川県金沢市に近く、北陸街道の宿場町として栄えた。現在は通勤時間が30分圏内の隣接する高岡市や金沢市への通勤・通学率が高く、高岡市や県境を跨いで金沢市のベッドタウンを形成している。あいの風とやま鉄道と3つの高速道路（能越自動車道、東海北陸自動車道、北陸自動車道）が通る交通の便が良い地域として工業化が進み、市内にはLIXIL、伊藤ハム等の企業の工場がある。市内の中心部には小矢部川が流れている。市内には主にヨーロッパの有名建築を模した保育所、小学校、中学校が立ち並び、「メルヘンの街」として有名である。

## 地理
北部・北西部から南西部にかけては山地または中山間地。東部から南部にかけては砺波平野の一角を成し、石動・津沢の両市街地を除いて全般に散居村ののどかな景観が広がる。
- 山：稲葉山、三国山、倶利伽羅峠、小白山
- 河川：小矢部川、子撫川、渋江川
- 湖沼：子撫川ダム湖、金剛池

### 隣接する自治体
- 富山県
  - 高岡市、砺波市、南砺市
- 石川県
  - 金沢市、河北郡津幡町

## 沿革
- 1962年8月1日、西礪波郡石動町及び砺中町が合併して、小矢部市が発足する。合併当時の人口は36,727人[1]。

合併計画自体は10年前から存在していて、1962年6月20日に富山県議会で合併が採決されるが、前日の6月19日、これに反対する津沢・水島地区（旧砺中町）の住民500人が富山県庁に押しかけて吉田実知事（当時）を軟禁する騒動もあった。さらに同年6月28日には砺中町役場で助役を3時間缶詰にし、町議会が津沢小学校下と水島小学校下の一部を砺波市へ分町編入合併を議決し、同年9月11日には津沢地区の反対派が砺中支所に私設の『津沢自治役場』の看板を掲げた。紛争は1964年2月27日の県庁でも調印でようやく収まることになった。
- 2007年3月25日、能登半島地震で小矢部市水牧では震度5弱を、また小矢部市泉町では震度4を観測した。

## 人口
| |                                          |  |
| 小矢部市と全国の年齢別人口分布（2005年） | 小矢部市の年齢・男女別人口分布（2005年） |  |
| ■紫色 ― 小矢部市 ■緑色 ― 日本全国 | ■青色 ― 男性 ■赤色 ― 女性                |  |
| 小矢部市（に相当する地域）の人口の推移 \| 1970年（昭和45年） \| 35,367人 \| \| \| 1975年（昭和50年） \| 35,791人 \| \| \| 1980年（昭和55年） \| 36,497人 \| \| \| 1985年（昭和60年） \| 36,711人 \| \| \| 1990年（平成2年） \| 36,374人 \| \| \| 1995年（平成7年） \| 35,785人 \| \| \| 2000年（平成12年） \| 34,625人 \| \| \| 2005年（平成17年） \| 33,533人 \| \| \| 2010年（平成22年） \| 32,067人 \| \| \| 2015年（平成27年） \| 30,399人 \| \| \| 2020年（令和2年） \| 28,983人 \| \| |                                          |  |
| 総務省統計局 国勢調査より |                                          |  |
| 1970年（昭和45年） | 35,367人                                 |  |
| 1975年（昭和50年） | 35,791人                                 |  |
| 1980年（昭和55年） | 36,497人                                 |  |
| 1985年（昭和60年） | 36,711人                                 |  |
| 1990年（平成2年） | 36,374人                                 |  |
| 1995年（平成7年） | 35,785人                                 |  |
| 2000年（平成12年） | 34,625人                                 |  |
| 2005年（平成17年） | 33,533人                                 |  |
| 2010年（平成22年） | 32,067人                                 |  |
| 2015年（平成27年） | 30,399人                                 |  |
| 2020年（令和2年） | 28,983人                                 |  |

## 行政
- 市長：桜井森夫（2006年12月7日就任、5期目）

父の桜井与蔵は第2代市長

### 歴代市長
特記なき場合「令和元年度版 小矢部市統計書」による。
| 代 | 氏名     | 就任                      | 退任                       | 備考 |
| -- | -------- | ------------------------- | -------------------------- | ---- |
| 1  | 住田立   | 1962年（昭和37年）9月2日  | 1966年（昭和41年）9月1日   |      |
| 2  | 桜井与蔵 | 1966年（昭和41年）9月2日  | 1968年（昭和43年）6月14日  |      |
| 3  | 住田立   | 1968年（昭和43年）7月21日 | 1972年（昭和47年）7月20日  |      |
| 4  | 松本正雄 | 1972年（昭和47年）7月21日 | 1986年（昭和61年）10月20日 |      |
| 5  | 大家啓一 | 1986年（昭和61年）12月8日 | 2006年（平成18年）12月6日  |      |
| 6  | 桜井森夫 | 2006年（平成18年）12月7日 | 現職                       |      |

### 市役所
- 小矢部市役所
  - 小矢部市本町1番1号
- 津沢コミュニティプラザ（旧砺中支所）
  - 小矢部市清水369番地1

### その他
- 基本的に砺波地区に属する一方で、高岡地区広域圏事務組合（高岡市・氷見市と構成）にも属する。この他、高岡地区のカテゴリーに含まれるところは以下のとおりである。
  - 富山県高岡土木センター
  - 富山県高岡農林振興センター（高岡農地林務事務所と高岡農業普及指導センターとの合併により発足）
  - 高岡区検察庁
  - 富山県観光連盟砺波地区会には属していない。
  - 高岡地区行政相談委員連絡会（高岡市・射水市・氷見市と共に加盟）
  - 電話の市外局番（高岡MAの0766）
    - ただ、同じく旧西砺波郡の高岡市戸出地区・福岡地区とともに市内局番が60番台のため、事実上「西砺波MA」ともいえる。
- 「平成の大合併」では、前市長の大家啓一が旧西砺波郡福岡町との1市1町合併を所望していたが、福岡町及び当時の町長の石澤義文は元々高岡市志向が強いこともあり高岡市との合併の意志が強く、小矢部市は形勢不利であった（福岡町は既に火葬場建設組合事業、ケーブルテレビ事業などでも高岡市と提携していた）。また、福岡町及び石澤町長は合併にあたり「砺波地区とは一緒にやれない」として、砺波地区からの離脱の意向も示していた。やがて高岡市・福岡町サイドから、2市1町による高岡広域圏内での合併案を持ち掛けられるも、今度は逆に小矢部市サイドに砺波市志向が強い背景もあって誘いを拒否。単独市制の道を選んだ。これにより「となみ野」の一員としての面目を保つこととなった。
- 最近では富山県内の消防本部の再編への動きが本格的に進みつつあるが、この小矢部市でもあくまでも砺波医療圏（砺波市・小矢部市・南砺市）での統合を求める声と、高岡広域圏での統合を望む声とに分かれていたが、結果的に2011年4月1日、砺波医療圏での統合により「砺波地域消防組合」を設立することになった。

## 姉妹都市・提携都市

### 国内
- 沼田町（北海道）

2001年8月24日姉妹都市提携
- 高岡市（富山県）

2006年2月20日高岡市・小矢部市災害時相互応援協定締結
- 北秋田市（秋田県）

2012年4月18日北秋田市・小矢部市災害時相互援助協定締結
- 大府市（愛知県）

2014年2月19日大府市・小矢部市災害時相互援助協定締結

## 経済

### 産業
小矢部市に本社を置く企業
- ゴールドウイン（本店）
- 大洋化学工業
- 小矢部精機
- 大和トランスポート
- 旭醤油味噌
- 長七製麺
- スズキ部品富山
- イルカ交通
- 沼田製粉
- 森田建設
- 北陸エステアール協同組合
- 石動証券
- 津沢産業 （元々経営者が同じだった｢津沢養鶏｣と｢ティワイエフ｣の合併により発足した養鶏・鶏卵事業者）
- スリーティ運輸

主な事業所
- 伊藤ハム米久フーズ北陸工場
- リクシル小矢部工場
- DCMカーマ小矢部物流センター[3]
- パナソニックエコシステムズ小矢部

農業協同組合
- いなば農業協同組合（JAいなば）

### 商業
- 三井アウトレットパーク北陸小矢部
- ピアゴ小矢部店（1992年9月23日にユニー小矢部店として開業[4]）

## 公共機関

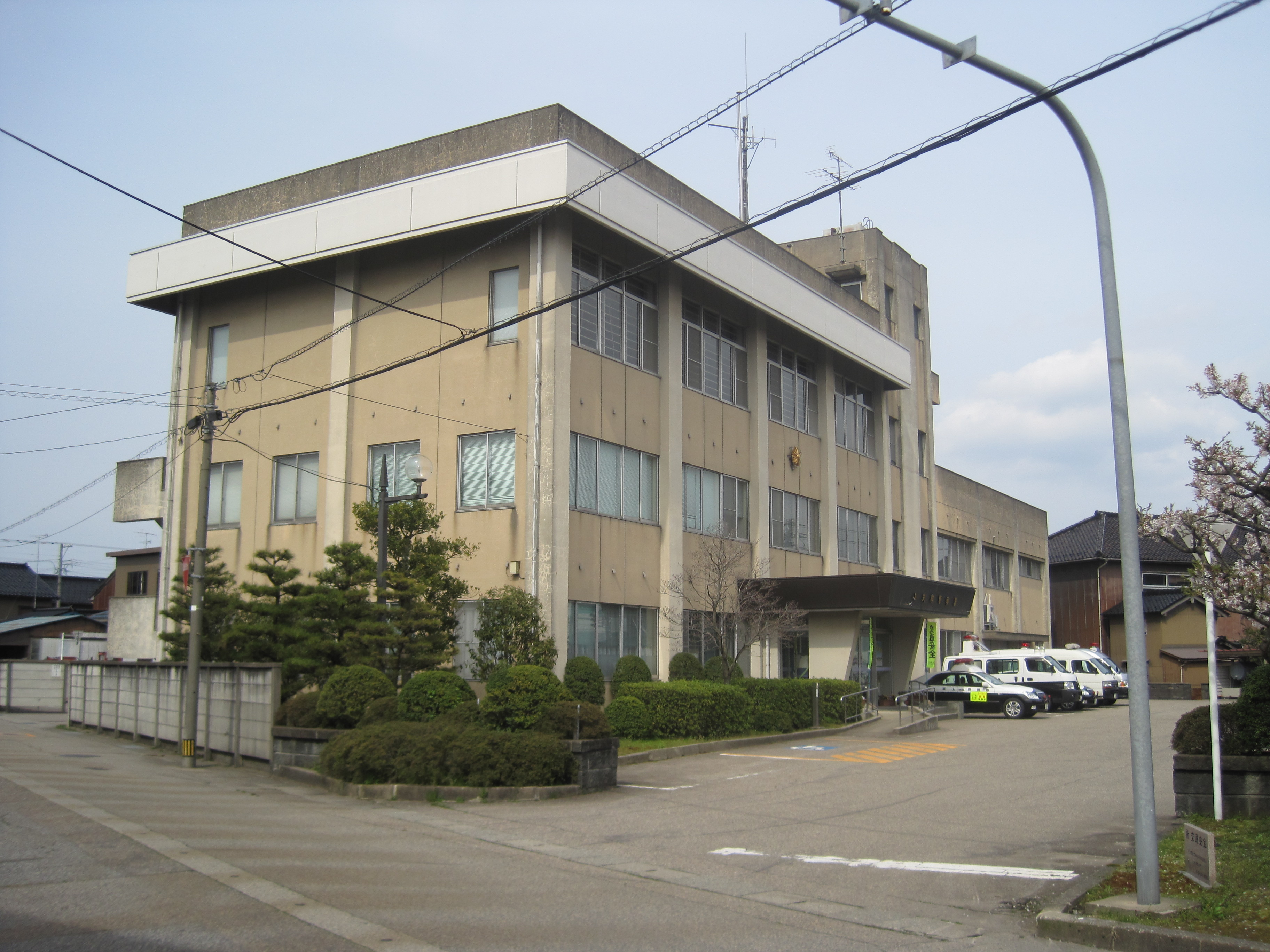
小矢部警察署

### 警察
- 小矢部警察署（富山県警察）
  - 水島駐在所
  - 津沢駐在所
  - 若林駐在所
  - 正得駐在所
  - 北蟹谷駐在所
  - 宮島駐在所
  - 南谷駐在所
  - 薮波駐在所
  - 小矢部検問所

### 消防
- 砺波地域消防組合
  - 小矢部消防署
  - 津沢出張所

### 医療機関
- 公立学校共済組合北陸中央病院

## 教育

### 小学校
- 小矢部市立石動小学校
- 小矢部市立大谷小学校
- 小矢部市立蟹谷小学校
- 小矢部市立津沢小学校
- 小矢部市立東部小学校

### 中学校
- 小矢部市立石動中学校
- 小矢部市立大谷中学校
- 小矢部市立蟹谷中学校
- 小矢部市立津沢中学校

### 高等学校
- 富山県立石動高等学校
- 富山県立小矢部園芸高等学校
- 富山県立となみ野高等学校

過去に存在した学校

## 交通

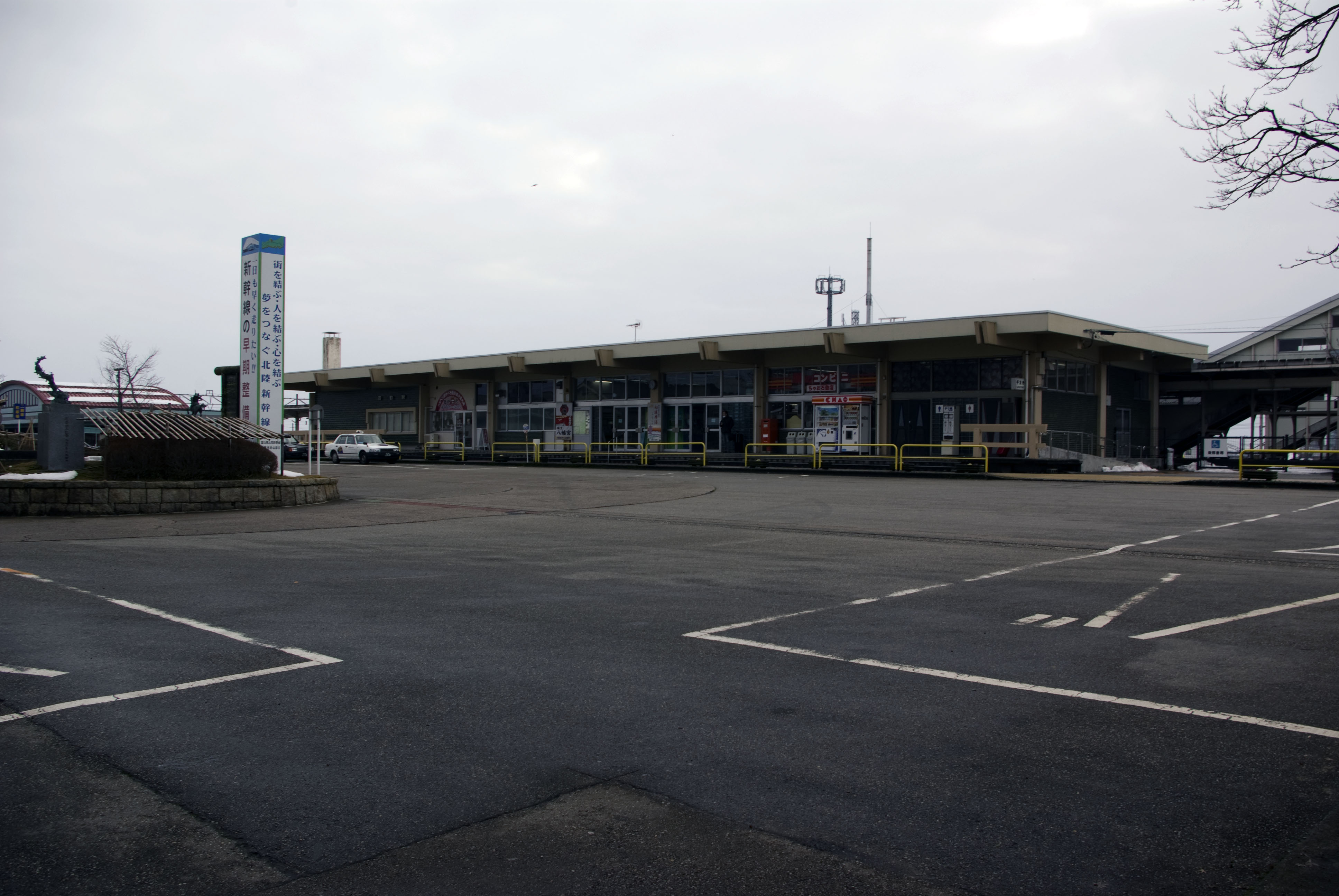
石動駅(旧駅舎)

### 鉄道路線
- あいの風とやま鉄道
  - あいの風とやま鉄道線：石動駅

北陸新幹線は市内を通るが、駅は設けられていない。
1972年までは加越能鉄道加越線も市内を通っており、石動駅を起点として南砺市方面へ向かっていた。

### バス路線
- 加越能バス
  - かつては石動小学校近くにあった石動営業所は廃止され、跡地は斎場「オークスセレモニーホール小矢部」になっている。
- 小矢部市営バス（愛称「メルバス」、市が石動タクシー（金沢市の「金城タクシー」グループ）に運行を委託）

### 道路
- 高規格幹線道路（高速道路）
  - 高速自動車国道
    - E8北陸自動車道：(18) 小矢部IC - 小矢部川SA - (19) 小矢部砺波JCT

  - 一般国道自動車専用道路
    - E41能越自動車道
      - 高岡砺波道路：(19) 小矢部砺波JCT - 小矢部東本線料金所 - (1) 小矢部東IC
- 一般国道
  - 国道8号
  - 国道359号
  - 国道471号
- 県道
  - 主要地方道
    - 富山県道9号富山戸出小矢部線
    - 富山県道16号砺波小矢部線
    - 富山県道32号小矢部伏木港線
    - 富山県道42号小矢部福光線
    - 富山県道48号福光福岡線
    - 富山県道72号坪野小矢部線
    - 富山県道・石川県道74号小矢部津幡線
- 道の駅
  - メルヘンおやべ
    - ご当地料理としてエッグホッパーが売り出されている。

## マスメディア
- 北日本新聞社小矢部支局
- 富山新聞社小矢部支局
- 小矢部市ケーブルテレビ（TV CROSS）
  - 指定管理者として、となみ衛星通信テレビに業務を委任している。

## 名所・旧跡・観光スポット・祭事・催事

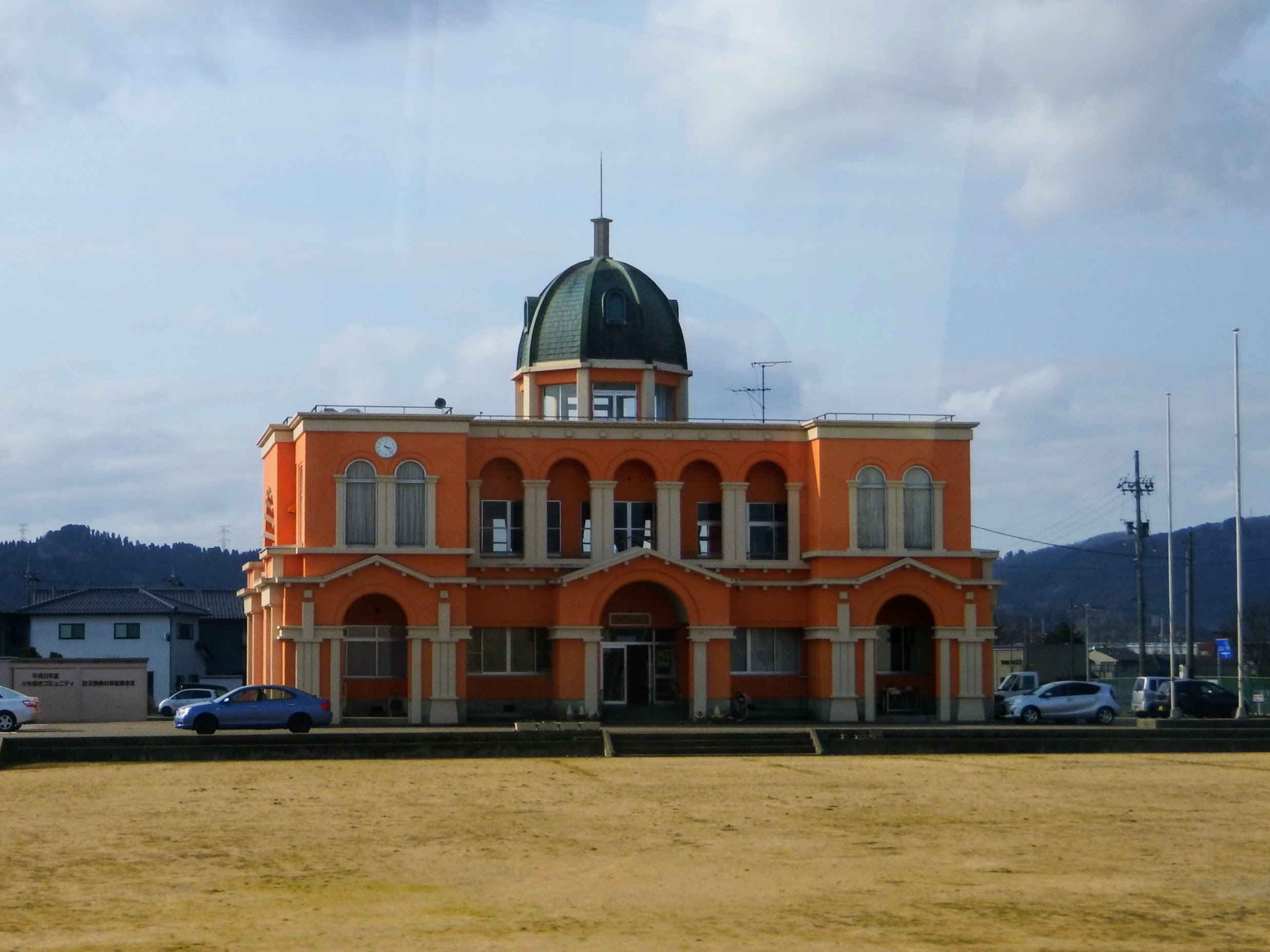
「メルヘン建築」のひとつ、松沢公民館。本体は「ボストン公会堂」、塔屋はロンドンのセントポール寺院を模している。

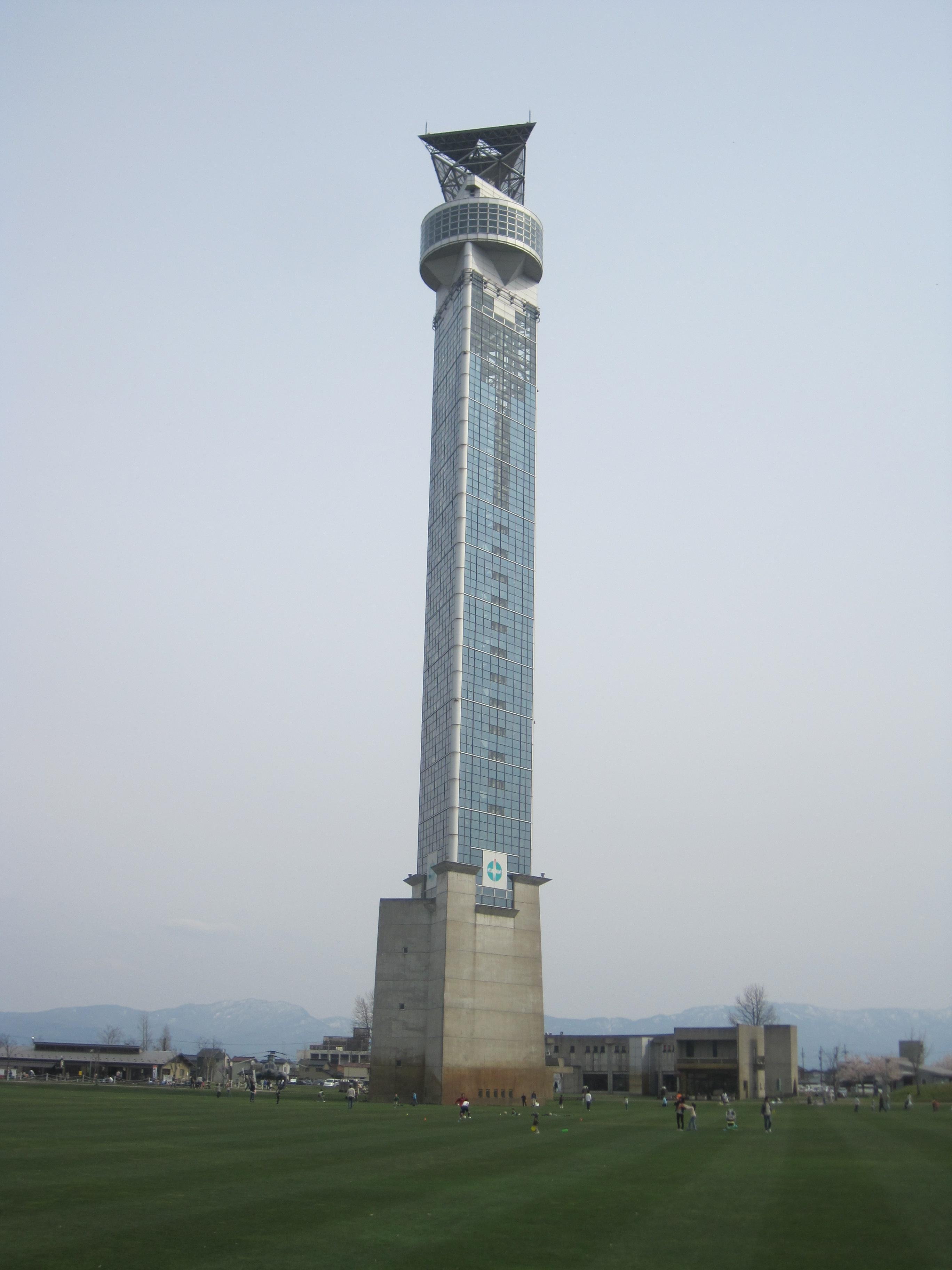
クロスランドおやべの「クロスランドタワー」

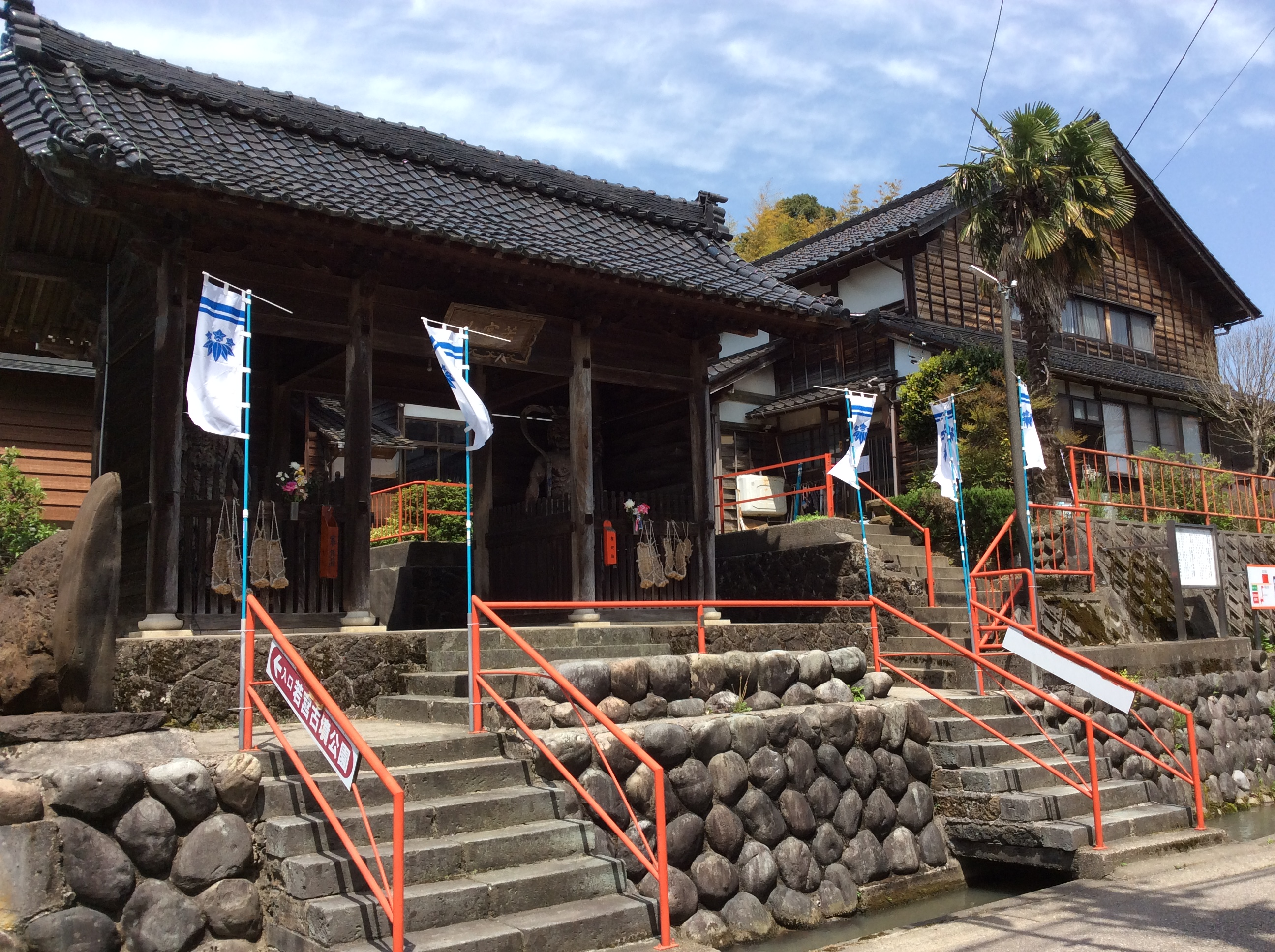
医王院

### メルヘン建築
1972年から1986年にかけて市長を務めた松本正雄（一級建築士でもあった）は、「公共施設に文化的価値を持たせたい」「子供たちに夢を与えたい」と、市内の公共建築をヨーロッパや東京の有名な洋風建築物に模すことを発案。1976年から1992年にかけて、35か所が建設された。これらは「メルヘン建築」と呼ばれるようになり、現在では市や市観光協会もそう呼んで観光客誘致に活用している。コスプレ撮影の背景として人気がある。
ただし当時から、小矢部との関連の乏しさ、割高な建設費への批判はあり、1～2割増しの建設コストが問題視され1992年にストップがかかった。これらの建築物は市の観光スポットとなっているが、老朽化と利用者数の減少、市の行財政改革により2018年から徐々に解体されることになった。

### 倶利伽羅峠の戦い
治承・寿永の乱（いわゆる源平合戦）で、倶利伽羅峠の戦いが行われた。倶利伽羅峠は県定公園になっており、古戦場がある。源義仲（木曾義仲）が使ったと伝承される火牛の計にちなんだ源平火牛まつりが7月下旬に開催される。 源氏ヶ峰城は源平合戦に遡る城跡である。倶利伽羅峠とその周辺にはこのほか埴生護国八幡宮、医王院、倶利伽羅不動寺といった社寺がある。

### その他
- 石動曳山祭（4月29日～30日）
- 津沢夜高あんどん祭（6月第1金土曜日）
- ヘリコプター&防災・防犯フェスティバル（8月最終土・日曜日）
- 安養寺城：市の史跡
- 一乗寺城：市の史跡
- 今石動城：市の史跡
- 稲葉山牧場
- 宮島峡、宮島温泉
- クロスランドおやべ
  - 地上100mの展望台から砺波平野の散居村を一望できるクロスランドタワーがシンボルである。富山県で初めて恋人の聖地に選定されている。
  - 円形劇場「メインホール」は可動席方式で、コンサートだけでなく各種展示会などマルチな用途に使えるのが魅力。
  - 2006年9月からは敷地内でミニ鉄道「クロスランド鉄道」も開設されている。
- 桜町遺跡
- ヴォイスミュージアム
- 千羽平ゴルフクラブ
- ゴルフ倶楽部ゴールドウィン
- おやべホワイトラーメン
- 三井アウトレットパーク北陸小矢部
- 天然温泉 風の森

### 銘菓
- 薄氷

## 郵便番号・電話番号
郵便番号　932-00XX、932-08XX（旧・石動町域）
　　　　　   932-01XX (旧・砺中町域)
電話番号　0766-67／68-XXXX（石動・南谷・子撫・宮島・荒川・若林・松沢・埴生・北蟹谷の一部）、0766-61-XXXX （津沢・水島・薮波）、0766-69-XXXX （北蟹谷・東蟹谷）

## 著名な出身者
- 大谷米太郎（実業家）
- 瀬島龍三（実業家）
- 地崎宇三郎（実業家）
- 宮永正運（農学者）
- 宮永正好（農学者）
- 水野知昭（文学者）
- 山崎光悦（工学者）
- 寒玉子爲治郎（大相撲力士）
- 中村外二（大工）
- 山田俊男（政治家）
- 馳浩（政治家、現・石川県知事、プロレスラー）
- 上田大樹（映像ディレクター）
- 吉川由華（ホッケー選手）
- 小野真由美（ホッケー選手）
- 津沢寿志（柔道選手）
- 今井隆信（FMとやまアナウンサー）
- 荒木貴裕（プロ野球選手、ヤクルト）
- 本多純平（プロバスケットボール選手）
- 関満博（大学教授）
- 柴田巧（参議院議員）
- W.C.カラス（シンガー）
- 古谷振一（画家）

## 名誉市民
- 大谷米太郎 - 西礪波郡正得村水落（現・小矢部市水落）出身。大谷重工業、ホテルニューオータニ、東京卸売センターを創業した[12]。
- 大谷竹次郎 - 西礪波郡正得村水落（現・小矢部市水落）出身。大谷米太郎の弟。昭和電極（現SECカーボン）を創業した。石動小学校、大谷小学校の新校舎建設に対して多額の寄付を行った[13]。
- 大谷勇 - 兵庫県出身。大谷竹次郎の養子。小矢部市民プール、大谷中学校、クロスランドおやべの建設に対して多額の寄付を行った[14]。